# Nikolai Iwanowitsch Beljajew
Nikolai Iwanowitsch Beljajew (russisch Николай Иванович Беляев; * 15. Maijul. / 27. Mai 1877greg. in Ponewiesch, Gouvernement Kowno; † 26. Mai 1920 in Moskau) war ein russisch-sowjetischer Metallurg, Metallkundler und Hochschullehrer.

## Leben
Beljajews Vater  war Lehrer und Volksschuldirektor. Er ließ seinen Sohn  die Rigaer Realschule besuchen (Abschluss 1896). Darauf studierte Beljajew am St. Petersburger Technologie-Institut in der Mechanik-Abteilung. Sein Produktionspraktikum absolvierte er im Putilowwerk, worauf er sich der Metallurgie zuwandte. In seiner Diplomarbeit konstruierte er einen Siemens-Martin-Ofen.
Im Sommer 1902 schloss Beljajew sein Studium ab und begann im Putilowwerk in der Abteilung des Chefmechanikers zu arbeiten. Dort nahm er an den mechanischen Prüfungen der Bauteile von Dampflokomotiven, Werkzeugmaschinen und anderen Produkten des Putilowwerks teil. Besonders interessierte er sich für die Metallbauteilherstellung. In weniger als einem Jahr konnte er in die Abteilung des Chefmetallurgen wechseln. Beljajew hatte die Arbeiten von Pawel Anossow, Pawel Obuchow, Dmitri Tschernow, Alfons Rzeszotarski u. a. studiert und wusste, dass für die Herstellung von Qualitätsprodukten vielfältige eingehende Metalluntersuchungen erforderlich sind. Entsprechend dem Beispiel des Obuchow-Werks, in dem Rzeszotarski das erste russische metallographische Laboratorium eingerichtet hatte, überzeugte Beljajew die Werksleitung von der Notwendigkeit eines solchen Laboratoriums, so dass 1904 das neue metallographische Laboratorium im Putilowwerk die Arbeit aufnahm. Dort wurde nicht nur geprüft, sondern auch geforscht. Beljajew untersuchte die Abhängigkeit der mechanischen Eigenschaften von den Schmelz- und Erstarrungsbedingungen der Stahlbrammen sowie die Effekte von Wärmebehandlungen und Umformprozessen. Sein besonderes Interesse galt den Gefügen der Stähle. Beispielhaft beschrieb er die komplexen Zusammenhänge in der Veröffentlichung über den Bulat-Stahl. Auch Fachleute anderer Werke ließen sich von Beljajew beraten.
Neben seiner Forschungsarbeit im Putilowwerk lehrte Beljajew ab 1909 am St. Petersburger Polytechnischen Institut. Dort entwickelte er zusammen mit Wladimir Grum-Grschimailo den Plan, ein großes Elektrometallurgie-Werk für die Herstellung von Spezialstählen zu bauen. Der Unternehmer Nikolai Wtorow begann 1916 im Ersten Weltkrieg mit dem Bau an der Eisenbahnstation Satischje bei Moskau, wo es bereits eine kleine Gießerei gab. Das Werk war von großer Bedeutung für die Versorgung der russischen Industrie und insbesondere der Militärindustrie mit Spezialstählen. Beljajew verließ das Putilowwerk und leitete den Aufbau des neuen Werks und die Inbetriebnahme Ende 1917. Für die Leitung des Schmelzbetriebs setzte er seinen bisherigen Studenten Pawel Alexejew ein, der später Technischer Direktor des Werks wurde. Das Werk bekam den Namen Elektrostal wie dann auch der sich zu einer Stadt entwickelnde Ort.
Nach der Oktoberrevolution lehrte Beljajew ab 1919 als Professor an der Moskauer Bergakademie. Im April 1920 schickte der Oberste Rat für Volkswirtschaft Beljajew zu Hüttenwerken im Süden der UdSSR im Hinblick auf die Herstellung von Qualitätsstählen. Bei der Rückkehr erkrankte Beljajew schwer und starb am 26. Mai 1920 in Moskau. Er wurde auf dem Wagankowoer Friedhof begraben. Sein Stahl-Lehrbuch erschien 1925.